# Fliegerquellen
Die Fliegerquellen sind ein Quellgebiet in der Egge, einem Nebenhöhenzug des Wiehengebirges. Sie liegen auf dem Gebiet der Gemeinde Bad Essen in Niedersachsen, knapp einen Kilometer nordwestlich der Ortschaft Büscherheide auf einer Höhe von 162 Metern ü. NN. Die Landesgrenze zu Nordrhein-Westfalen verläuft einen Kilometer östlich der Quellen. Die Fliegerquellen waren namensgebend für die „Fliegerquellenhütte“ und den einen Kilometer südlich an der durch das Tal des Glanebachs verlaufenden Verbindungsstraße Büscherheide–Barkhausen gelegenen Wanderparkplatz „Fliegerquellen“. Auch rund einen Kilometer nördlich liegt der Gipfel des 211 Meter hohen Schwarzen Brinks.
Unweit nördlich der Quellen verläuft der „Bad Essener Rundweg“. An den Fliegerquellen vorbei verläuft der 5,8 Kilometer lange Rundwanderweg „Um die Fliegerquellen“.